# موجه عرضي

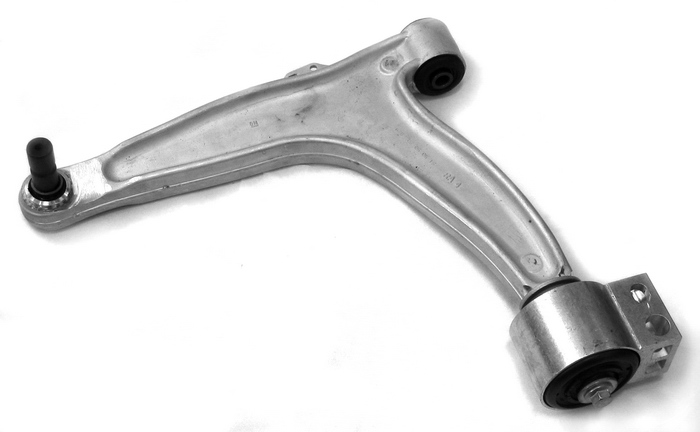
موجه عرضي مثلثي.)

موجّه عرضي (بالإنجليزية: هو جزء من تعليق عجلة مركبة تسير على أربعة عجلات . هذه الاداة تكون عرضية بالنسبة إلى اتجاه سير المركبة أو السيارة . وعموديا على قضيب متصل بصندوق تروس يربط بين حاملات العجلات والمقصورة بواسطة مفصلين على طرفيه. (ملحوظة صندوق التروس هنا عها صندوق تروس آخير غير صندوق التروس الخاص بتغيير السرعة؛ حيث يمكن أن توجد في السيارة صناديق وعلب تروس تختلفة تقوم كل منها بوظيفة أخرى).

## نماذج تطبيقه

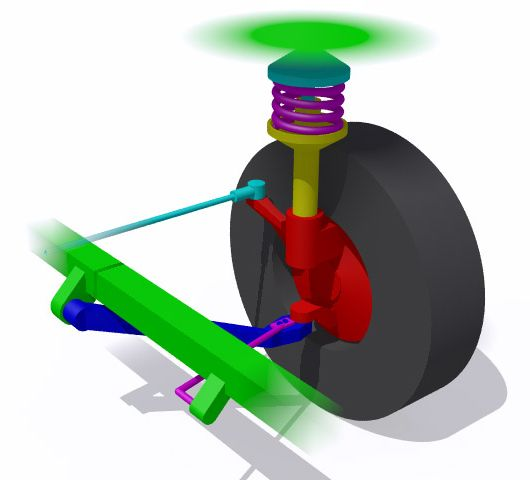
شكل 1:تعليق منفرد لإحدى العجلات الأمامية ؛ اتجاه السير إلى اليسار.

شكل 2: محور ذو خمسة فروع مختلفة في زواياها.

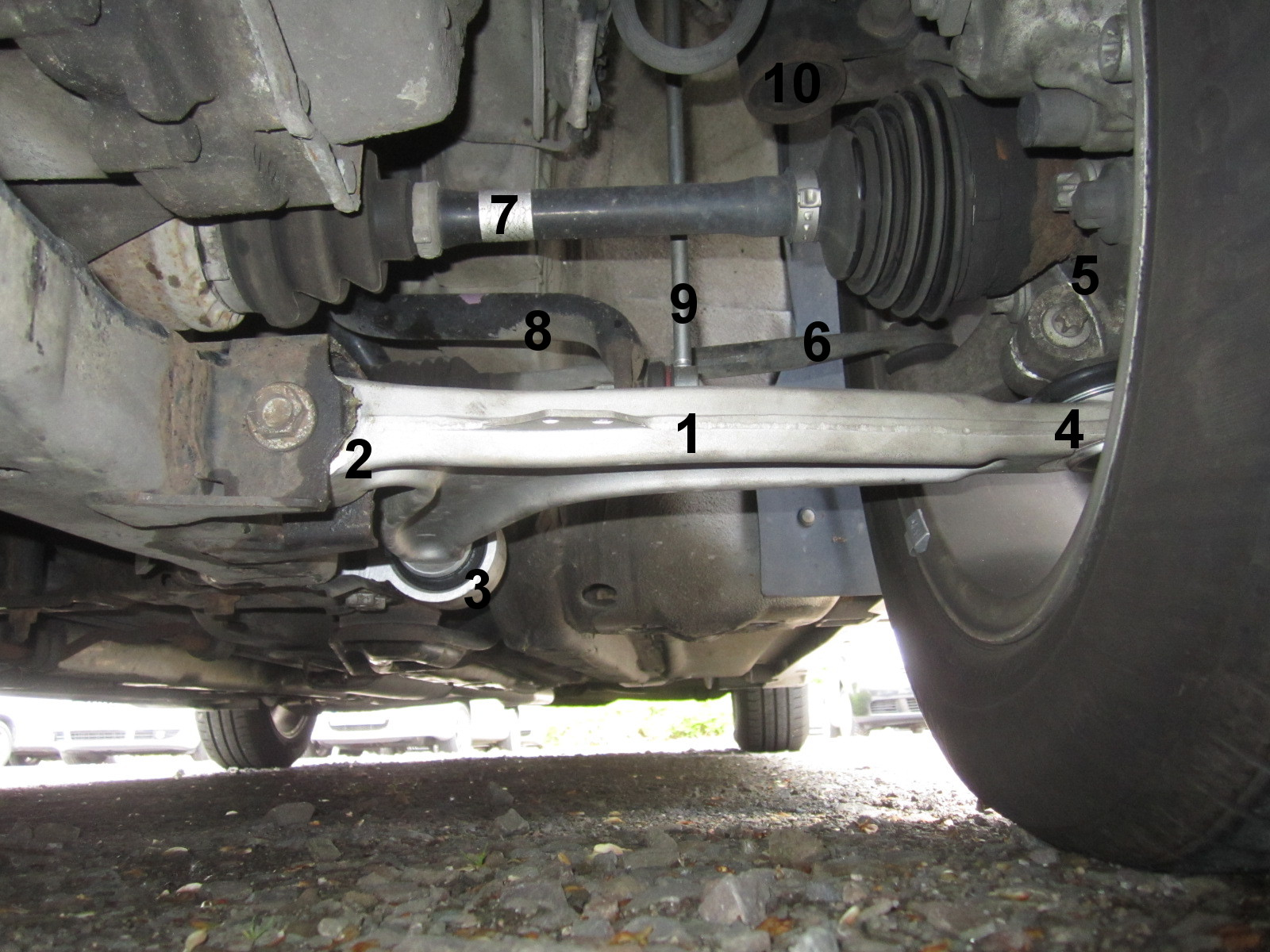
تعليق منفرد لإحدى العجلات الأمامية ذات موجّه عرضي مثبت في ثلاث نقاط : (1) ذات قضيب نابض (فوق غير مرئي) من نوع "ماك فيرسون".

### تعليق عجلة منفرد
يستخدم الموجّه العرضي سواء للعجلات الأمامية كما يستخدم أيضا للعجلات الخلفية من مركبة . كما يستخدم موجه عرضي مزدوج وهو يتكون من أثنين من الموجه العرضي، كذلك ابتكر تعليق للعجلة ذو موجهات متعددة، قد يصل عددها إلى 5 موجهات بسيطة تعمل بزوايا مختلفة.
موجه وحيد ذو قضيب نابض من نوع «ماك فيرسون»:
الشكل المعتاد لموجه عرضي في تعليق عجلة السيارة يكون في شكل مثلث مثبت على جانب السيارة . في السيارات الحديثة يكون الموجه العرضي مقوسا، ويكون محمّله على جانب السيارة مثبتا للخلف بحيث يسمح بمكان لمحور التحريك . 
ويشترك الموجه العرضي مع ساق النابض (الذي يحمل ثقل السيارة ) في تحمل القوى الأفقية الناشئة من التسريع والكبح والسير في منحنيات.

### محور جاسيء
يستخدم الموجه العرضي أيضا بغرض توصيل محور جاسيء عرضيا بين يمين السيارة ويسارها . ويعمل الموجه العرضي في تلك الحالة على تهدئة تأرجح المقصورة أو قاعدتها إلا اليمين واليسار حيث انها معلقة بوساطة نابضات على مجموعة الحركة . مثال على هذا الاستخدام يتمثل في قضيب بانهارد الذي يستخدم في مؤخرة سيارة ذات محور جاسيء. 

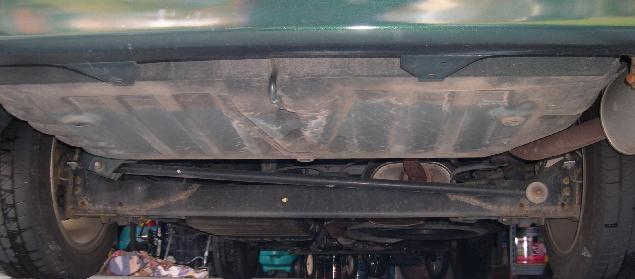
محور جاسيء في خلفية سيارة ذات قضيب بانهارد.

## اقرأ أيضا
- مجموعة الحركة
- موجه عرضي مزدوج
- نباض
- عجلة
- إطار